# Evremar de Therouannes

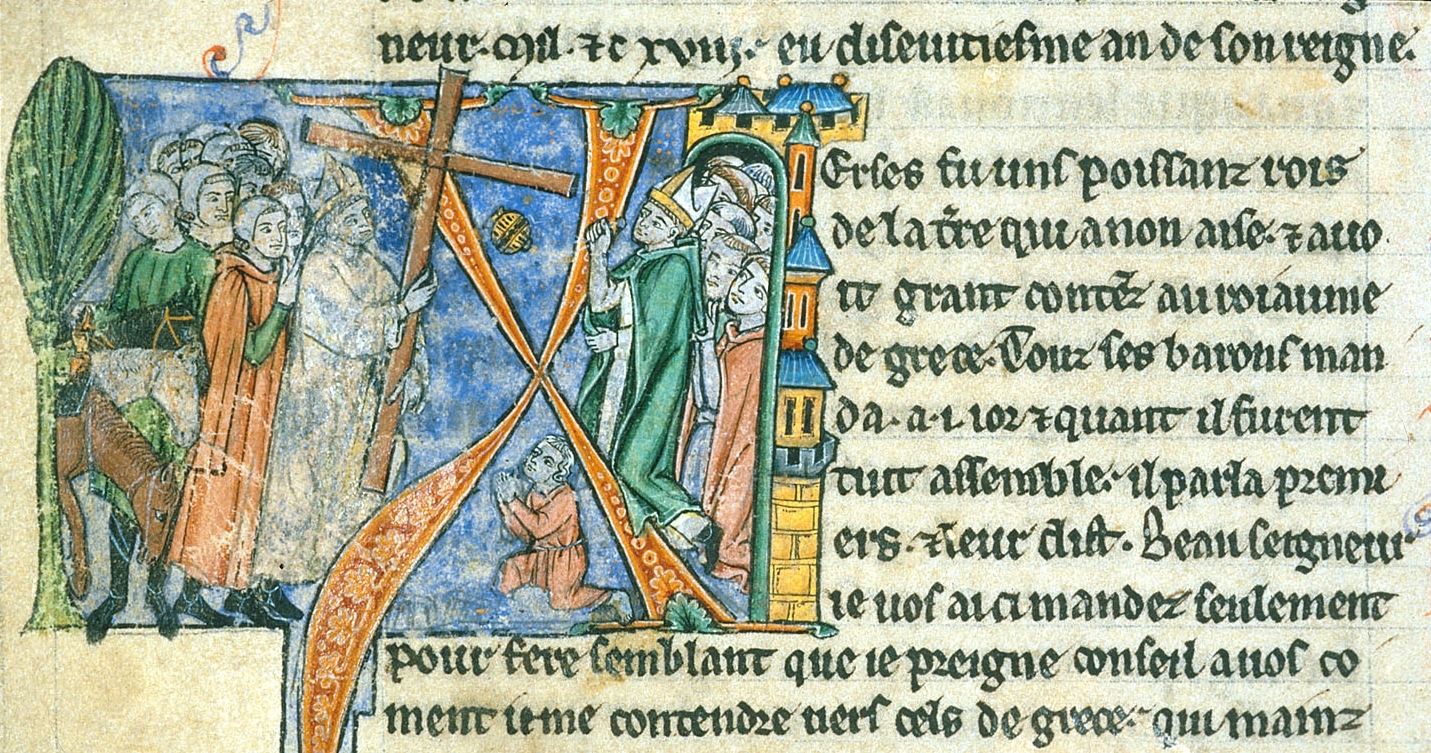
Patriarca latino

Evremar de Therouannes foi um clérigo francês medieval que exerceu temporariamente a função de Patriarca Latino de Jerusalém de 1102 a 1105. Foi também arcebispo de Cesareia, a partir de 1108.

## Biografia
Após a expulsão de Dagoberto de Pisa do cargo de Patriarca de Jerusalém, em 1102, Evremar foi escolhido como substituto deste. Em 1105, porém, Dagoberto dirigiu-se a Itália, e insistiu junto do papa Pascoal II para a sua reintegração. Pascoal acabou por ceder, e Dagoberto foi renomeado patriarca. Contudo, este acabou por morrer em 1107, quando se preparava para regressar à Palestina. Apesar disto, o papa não reintegrou Evremar de imediato, pois este, como patriarca, fora bastante inactivo. Assim, o caso foi entregue a Gibelino de Sabran, nomeado núncio papal. Quando Gibelino chegou a Jerusalém, em 1108, depôs o patriarca e acabou por substituí-lo ele próprio. Evremar recebeu, como compensação, o arcebispado de Cesareia.